# NGC 4276
NGC 4276 ist eine Balken-Spiralgalaxie vom Hubble-Typ SBc mit ausgedehnten Sternentstehungsgebieten im Sternbild Jungfrau nördlich der Ekliptik. Sie ist schätzungsweise 114 Millionen Lichtjahre von der Milchstraße entfernt und hat einen Durchmesser von etwa 55.000 Lichtjahren. Die Galaxie gilt als Mitglied der 29 Galaxien zählenden NGC 4235-Gruppe (LGG 281). Des Weiteren wird sie unter der Katalognummer VCC 393 als Teil des Virgo-Galaxienhaufens gelistet, ist dafür jedoch zu weit entfernt.
Im selben Himmelsareal befinden sich u. a. die Galaxien NGC 4247, IC 3131, IC 3148, IC 3150.
Das Objekt wurde im Jahr 1881 von Christian August Friedrich Peters entdeckt.